# Oxycatantops exsul
Oxycatantops exsul är en insektsart som först beskrevs av Heinrich Hugo Karny 1907.  Oxycatantops exsul ingår i släktet Oxycatantops och familjen gräshoppor.

## Underarter
Arten delas in i följande underarter:
- O. e. exsul
- O. e. pallidus